# غاز پومرانی

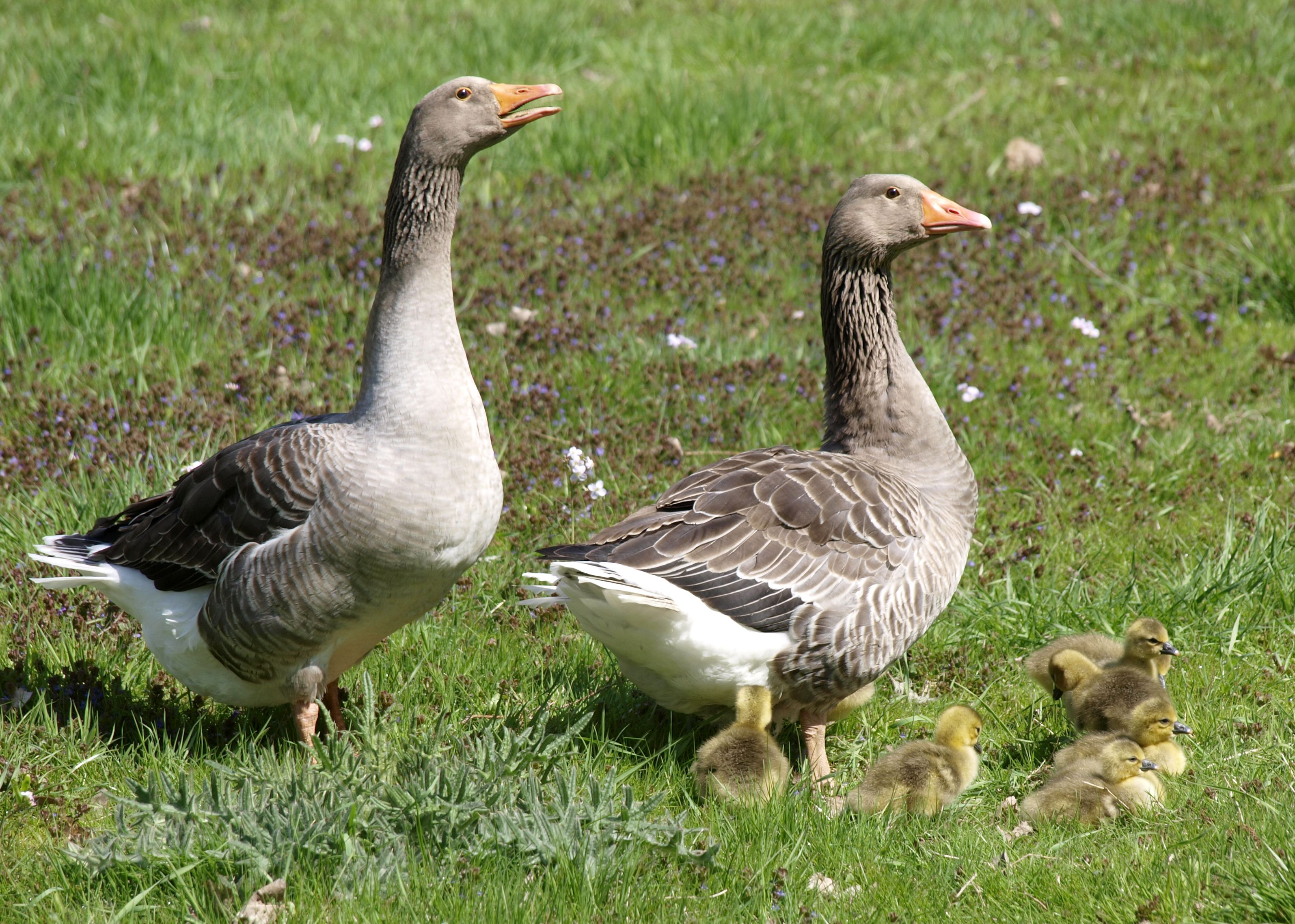
غازهای پومرانی با جوجه‌ها

غاز پومرانی (آلمانی: Pommerngans , فرانسوی: L'oie de Poméranie)، که همچنین به عنوان غاز روگنر (Rügener) شناخته می‌شود، یک نژاد غاز اهلی است.
در زادگاه خود آلمان، غازهای پومرانی یک «نژاد غاز سودمند» هستند که نشان‌دهنده گونه‌های سفید، خاکستری، زینتی و خاکستری پشت‌زینی است.